# Медовичка амбонська
Медови́чка амбонська (Myzomela blasii) — вид горобцеподібних птахів родини медолюбових (Meliphagidae). Ендемік Індонезії.

## Поширення і екологія
Амбонські медовички мешкають на островах Серам, Боано і Амбон в архіпелазі Молуккських островів. Вони живуть у вологих рівнинних і гірських тропічних лісах.